# Desktop Window Manager
Desktop Window Manager (DWM, vorher auch Desktop Compositing Engine oder DCE) ist ein Composite-fähiger Fenstermanager, der in Microsoft Windows Vista eingeführt wurde. DWM ermöglicht die Windows-Aero-Benutzerschnittstelle. In der Windows Vista Starter Edition ist DWM nicht enthalten (somit auch nicht die Windows-Aero-Optik).
Der DWM ist in Windows als Service implementiert. Seit Windows Vista zeichnet das Programm nicht mehr direkt auf den Bildschirm. Stattdessen werden die Zeichenbefehle auf dem Grafikkartenspeicher zwischengespeichert. Dies ermöglicht dem DWM eine Fenstervorschau, 3D-Programmwechsel und Desktopvorschau zu zeichnen. Zusätzlich ist der DWM für die Darstellung der Windows-Aero-Optik zuständig. 
DWM und Windows Presentation Foundation setzen auf dieselbe Implementierung des Media Integration Layers als Dynamic Link Library auf, nicht unmittelbar auf DirectX.
Wird DWM in Windows 7 oder älter beendet, wird Aero deaktiviert.
Wird DWM in Windows 8 oder neuer beendet, startet es sofort neu, um dies zu verhindern muss die Datei dwm.exe im System32-Ordner umbenannt, gelöscht oder mit einer anderen Datei (z.b rundll32) ersetzt werden, durch das Erwzingen der Beendung von DWM treten aber viele schwerwiegende visuelle Fehler auf, die das System unbenutzbar machen können.